# 亞洲之珠
亞洲之珠長徑10公分，短徑在6至7公分間，重量121公克，為世界第二大的天然珍珠，於1628年在波斯灣採得。被當時的波斯國王阿拔斯大帝買下並命名為「亞洲之珠」。之後另一位波斯國王送給中國清朝的乾隆皇帝。到了慈禧太后掌權時，在珍珠上配了「碧璽」，意在避邪，形成現在的樣子。1900年八國聯軍攻入北京時奪走此珠。1918年曾在香港出現，並被一對比利時夫婦盜走，後來一度成為教會收藏品。二戰後曾在巴黎公開出售，之後便失去蹤跡。1993年2月10日日本經濟新聞報導，兩顆神秘名珠「亞洲之珠」與「希望之珠」為紀念日本人工養殖珍珠成功100年，從倫敦收藏家手中借出展覽。